# Krakowskie Okno
Krakowskie Okno (Krakowski Tunel) – jaskinia w Wąwozie Kraków w Dolinie Kościeliskiej w Tatrach Zachodnich. Ma dwa otwory wejściowe w stoku Żaru, poniżej Wielkiej Turni, nad otworem Jaskini pod Oknem, w pobliżu jaskini Rura przy Oknie, na wysokościach 1210 i 1195 metrów n.p.m. Długość jaskini wynosi 35 metrów, a jej deniwelacja 21 metrów. 

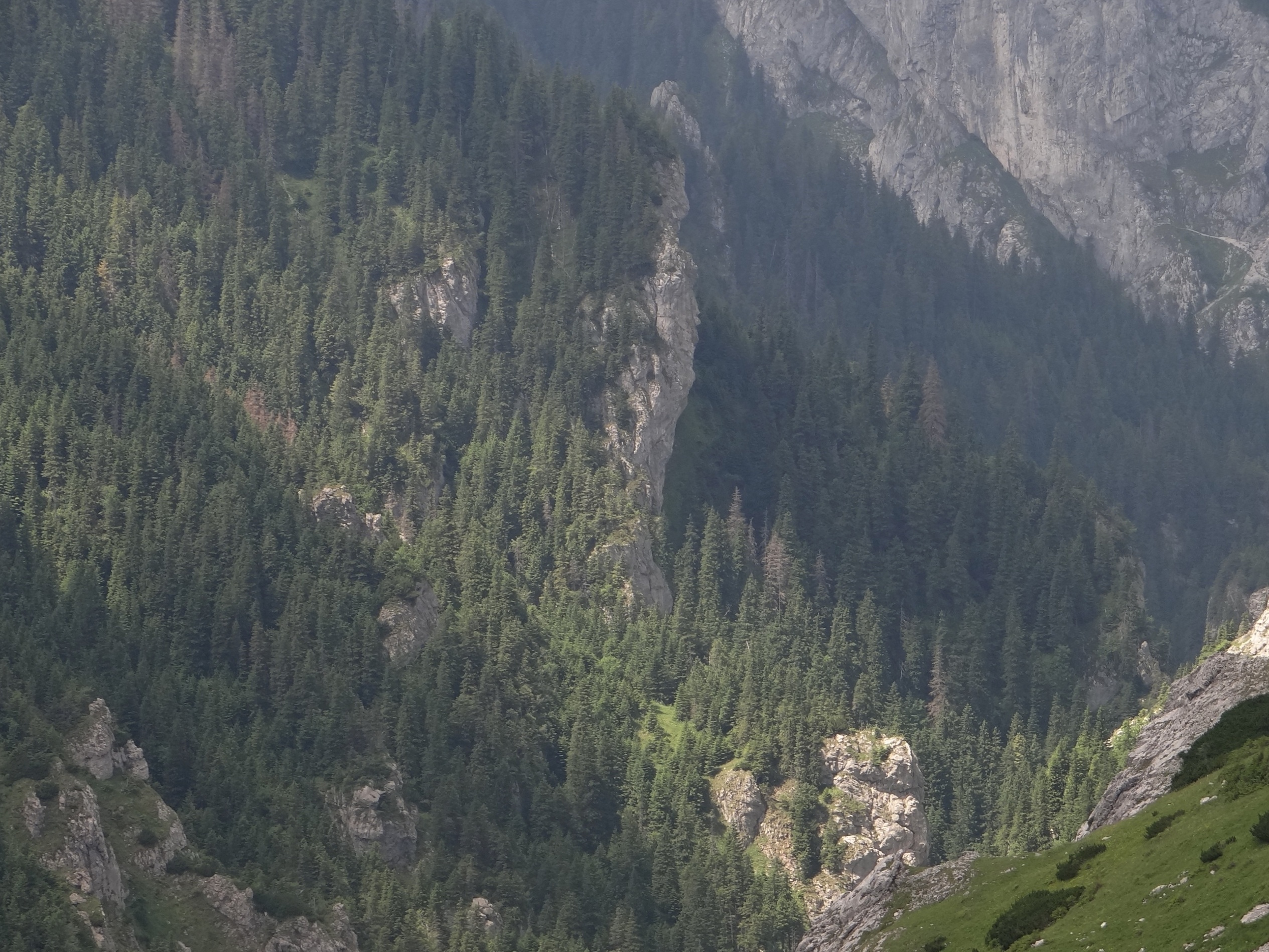
Wielka Turnia i Baszta w Wąwozie Kraków

## Opis jaskini
Jaskinia jest obszernym, prostym tunelem, przebijającym na wylot skalne żebro. Oba jej otwory są bardzo duże. Dolny widoczny jest z dna Wąwozu Kraków. Niedaleko górnego otworu, nad 4-metrowym progiem, znajduje się ślepy, 10-metrowy komin.

## Przyroda
Jaskinia jest widna i sucha. Roślinność w niej nie występuje.

## Historia odkryć
Jaskinia została odkryta przez Tadeusza Zwolińskiego i Stefana Zwolińskiego w 1924 roku.